# Miasto metropolitalne Wenecja
Miasto metropolitalne Wenecja (wł. Città metropolitana di Venezia) – miasto metropolitalne we Włoszech, z siedzibą zlokalizowaną w Wenecji.
Weszło w życie 8 kwietnia 2014 i zastąpiło prowincję Wenecja.
Liczba gmin: 44.